# Arta contemporană iraniană
Arta modernă este o formă de artă ce s-a născut în a doua jumătate a secolului al XIX-lea și urmărește mișcări artistice inovatoare în Europa și în Statele Unite ale Americii. Aceste lucrări și această școală de gândire, care era în principiu asociată cu Occidentul, s-a propagat și în Iran începând din anii 1940, în speță la nivelul artelor vizuale. În Iran, arta contemporană este sinonimă cu arta modernă, întrucât modernismul s-a manifestat în acest spațiu relativ recent, iar apogeul a fost atins târziu față de alte țări care au urmat un curs similar. Acest articol se concentrează pe artele vizuale contemporane iraniene și pe modurile în care cei doi poli ai lumii, Occidentul și Orientul, au interacționat la nivel artistic pentru a crea noi imaginarii și pentru a contura noi posibilități creaționale. 
Originile modernismului în arta iraniană pot fi regăsite în atitudinea societății iraniene și a intelectualilor din Iran cu privire la ideile europene, precum și în familiarizarea cu noile tehnici aduse de influența Vestului. Călătoriile regilor kajari în Europa și venirea în Iran a oamenilor educați occidentali a oferit prilejul perfect pentru ca Iranul să interacționeze cu noi stiluri artistice. Astfel a fost facilitată tranziția de la pictura iraniană tradițională și de la stilurile caligrafice la un nou stil specific acestei zone; la o simbioză vizuală între Vest și Est. 

## Scurt istoric
Ascensiunea la tron a șahului Reza Pahlavi în 1925 a pavat calea  pentru un val de modernizări în spațiul iranian, care urmărea să promoveze idealurile vestului în interiorului artei și culturii iraniene. Fiul său, Mohammed Reza, după ce a preluat conducerea, a susținut în continuare eforturile tatălui său de a moderniza Iranul. În acest cadru apare o întrebare pregnantă pe buzele generațiilor de artiști: Pot să se acomodeze tradițiile, credințele și valorile iraniene în noua structură ce prevede o amplă modernizare?  
În parte, artiștii implicați în mișcarea Saqqakhaneh au căutat un numitor comun între cei doi poli ai identității lor recent fabricate. Astfel, ei au încercat să încorporeze elemente prevalente ale culturii iraniene tradiționale, dar cu o revigorantă infuzare a noilor valori și principii venite din Occident. Criticul proeminent al acestei mișcări, Karim Emami, a fost cel care a botezat-o Saqqakhaneh pe 5 iunie 1963 în ediția Kayhan International (cel mai bine cotat jurnal de știri englez din Iran). 

## Începuturile artei moderne
Anii 1950 și 1960 au marcat emergența unei mișcări artistice intitulate ,,Școala de artă Saqqakhaneh”, care cuprindea artiști neo-tradiționaliști care au căutat o consolidare a valorilor artei occidentale moderne îmbinate cu o reîntoarcere nostalgică la identitatea etnică și istorică a Iranului. În anii 1960, artiștii iranieni se aflau în fața unei provocări complexe: aceea de a stabili o identitate artistică unică în aceeași perioadă în care dezbaterile asupra nativismului și naționalismului printre intelectualii vremii au provocat artiștii să descopere atât cultura iraniană, cât și identitatea lor. Deși în această perioadă a devenit cunoscută ideea de Westoxication/Westoxification (gharb-zadegi), artiștii Saqqakhaneh au reușit să de-a curs unei reîntoarceri la valorile și la folclorul iranian tradițional fără a respinge în vreun fel acomodarea cadrului occidental în artă. 

### Impactul Occidentului: Modernismul
Când Reza Shah, fondatorul dinastiei Pahlavi a urcat la putere în 1925, politica lui de modernizare a avut un impact semnificativ asupra vieții sociale din Iran. Odată cu venirea la putere a acestui conducător ,,tradiționalist, naționalist și modernist” o nouă politică a fost demarată în Iran întrucât istoria bogată și această civilizație măreață au devenit subiect de cercetare atât pentru cercetătorii iranieni, cât și pentru intelectualii străini care au fost invitați în țară. Prin interpretările oferite de aceștia, antichitatea a fost ,,descoperită” și aliniată cu fluxul ideatic al noii națiuni. Antichitatea acestor rădăcini a fost deja stabilită de istoricii și arheologii europeni, însă abordarea guvernamentală în era Pahlavi (1925-1979) a fost un factor decisiv în unificarea acestei națiuni; deci, iranienii au început să se definească drept un colectiv național coerent. 
Ca o consecință, multe schimbări au putut fi observate în diferite domenii, precum și în dezarmarea triburilor. Modernizarea a venit ca un val ce a cuprins forțele armate și birocrația, și s-a reflectat prin introducerea unui stil vestimentar occidental, prin construire de drumuri, căi ferate și porturi, dar și printr-un fenomen amplu de industrializare și de introducere în școli și universități a unui sistem educațional preluat după stilul european. Cu alte cuvinte, instaurarea acestei noi politici a încurajat societatea iraniană să se occidentalizeze, iar în multe cazuri, guvernul a fost nevoit să folosească măsuri drastice pentru a forța poporul să se supună noului val de modernizare. 
Tot la fel de semnificativă este și declararea statului drept unul secular, astfel proiectând asupra poporului idealuri materiale occidentale, lucru ce a fost observabil în cele mai mici aspecte ale vieții cotidiene, precum introducerea unui calendar non-islamic, prin încurajarea educației femeilor, dar și dezvelirea acestora, dar și prin adoptarea unui stil european în numele de familii. Un aspect important de menționat aici este că, deși toate aceste modernizări au avut loc la nivel statal, dar și la nivel individual, în numele modernității Iranul nu a acceptat cel mai fundamental aspect, și anume, un stil de conducere democratic. Mai degrabă, scopul guvernului era de a susține un stil hegemonic de guvernare. Rezultatul implicit care a apărut în interiorul unei astfel de societăți a fost că ,,iranienii erau limitați în interiorul vechilor structuri sociale în timp ce încercau să adopte modernitatea, lucru ce a dus la apariția unor contradicții și în final la fragmentări în practicile socio-politice iraniene". 
Studenții iranieni care primeau o educație în stil occidental au învățat să își vadă propria cultură și societate în același mod în care profesorii lor o vedeau. Triumful artei moderniste în pofida modurilor tradiționale ,,învechite” de reprezentare, fie sub formă de miniaturi sau mai recent sub forma unor picturi naturaliste, a rezultat din examinarea mai multor stiluri occidentale și din aplicarea lor într-un context iranian. Aceste tendințe au urmărit o serie variată de stiluri moderniste: de la impresionism și post-impresionism la cubism, expresionism, simbolism și artă abstractă. Până în anii 1960, după cum punctează Boqrati, au emers trei curente distincte modelate de noua estetică modernistă:
·      Primul a urmat abstracționismul european și aplica forme geometrice, lasând la o parte elementele prezentaționale și expresivitatea.
·      Al doilea grup a încercat să încorporeze elemente tradiționale iraniene în formele lor moderniste, printre care erau incluși și artiștii Saqqakhanek.
·      Al treilea grup a favorizat expresionismul și simbolismul, incluzând diferite tipuri de artiști moderniști precum Hanibal Alkhas, Bahman Muhassis, Abolqasem Sa’idi și Sohrab Sepehri.
În anii 1940 și 1950, artiștii își doreau ca operele lor să fie percepute ca iraniene și nu occidentale, astfel, aceștia aveau tendința de a utiliza subiecți care aveau să fie imediat recunoscuți ca aparținând de cultura iraniană. 

### Kamal-al-Molk: stimulent al artei moderne iraniene
Academia de Artă (Madrese-ye sanaye-e mostazrafe) a fost înființată în 1911 de Mohammad Ghaffari, cunoscut ca și Kamal-al-Molk (1852-1940). El a fost primul artist din Iran care a schimbat arta iraniană în mod radical, și deși el nu era modernist, este considerat precursorul artei moderne iraniene. Stilul său era distinct întrucât el s-a detașat complet de tehnicile iraniene tradiționale de pictură și chiar de modurile convenționale de a reda, sau de a percepe, împrejurimile sale. El a fost profund influențat de arta europeană, atfel stilul său s-a dezvoltat spre un realism fotografic, însă unul care nu se supune cu totul regulilor perspectivei. Potrivit istoricului de artă Ruyin Pakbaz, acest eveniment a marcat începutul artei moderne și contemporane în Iran.
În această perioadă se punea în valoare imitarea artei occidentale, însă Kamal-al-Molk a facut acest lucru în termenii artei vizuale prin a importa modurile vestice de a percepe și reda realitatea și prin a se distanța de modurile non-realistice de care aparțineau strămoșii săi. Însă, picturile sale erau infuzate cu o originalitate imaginativă proprie și cu mai puțină reprezentare naturalistică decât este asumat în mod ordinar. 

## Orientări Predominante în Arta Contemporană Iraniană

### Formalismul
Formalismul în cazul artei contemporane iraniene nu înseamnă neapărat formă fără conținut sau formă abstractă, ci, mai degrabă, se referă la accentul pus de artist pe aspectele formale ale unei opere de artă, și nu pe conținutul pe care opera respectivă poate să îl exprime: ,,Este descrisă o abordare în care modurile de reprezentare primesc o mai mare importanță și semnificație decât ceea ce este reprezentat”.
Trăsăturile care încadrează acești artiști în această categorie ar fi: explorarea esteticii formei redate prin elementele culturii și artei iraniene tradiționale, precum și integrarea acestora cu aspectele stilistice ale artei occidentale. Formalismul reprezintă un punct de vedere care este întrețesut cu istoria modernismului în artă. Sculpturile hibride ale lui Parviz Tanavoli create în anii 60 și 70 sunt exemple ale unui efort exhaustiv din partea artiștilor moderniști ale perioadei respective de a regândi aspectele estetice ale artelor tradiționale iraniene dintr-o perspectivă modernă. De aceea, mișcarea Saqqakhaneh a avut o importanță considerabilă în contextul unei astfel de discuții, deoarece artiștii implicați în această mișcare își doreau să creeze o sinteză între arta tradițională iraniană și cea modernă occidentală (în special arta abstractă). Aceștia s-au concentrat pe tradițiile vizuale în interpretările lor (pe teme, culori, forme etc.), prin care au putut crea o legătură inteligibilă cu subiecte tradiționale, care adesea erau infuzate cu un puternic substrat religios.
Pentru artiștii implicați în arta formalistă, care au încercat să încorporeze în operele lor și elemente caligrafice, lizibilitatea și semnificația scrierilor, sau conexiunea lor directă cu texte literare și religioase nu avea o mare însemnătate. Shishegaran, artistul modernist ce a dominat piața artistică înainte și după Revoluția Islamică din Iran, a experimentat cu diferite picturi și arte grafice, care adesea cereau o perspectivă socio-politică sau abstractă, până când în final a stabilit un stil special abstract inspirat din caligrafia persană, din grafitti și din pictura de tip pop art.  
Mișcările formaliste mai recente sunt incapabile de a crea o trasformare reală în natura componentelor multiple care modelează structura imaginilor, adesea folosind chiar și o abordare postmodernistă în acest sens. Reprezentanții acestei categorii sunt recunoscuți de publicul larg datorită metodei lor de ,,deconstruire" a identităților occidentale și orientale în cadrul lucrărilor lor. 
În opera sa detaliată și, considerată de mulți ca fiind absolut frapantă, Reza Derakhshani portretizează diferite personaje derivate din literatura și pictura iraniană tradițională (de exemplu scene de vânătoare, fructe de rodie, grădini persane, elemente caligrafice etc.) utilizând un expresionism abstract.
O abordare similară poate fi observată în lucrările lui Ali Banisadr, în care spațiul ocupat este divizat în diferite nivele, invocând în mintea privitorului atât miniaturile persane, dar și un anume artist european al secolului al XV-lea, Hieronymus Bosch.
Deconstrucția în contextul lucrărilor acestor artiști înseamnă pur și simplu o omogenizare între imaginarul vestic, modern și cel estic, tradițional.

### Pop Art și Kitsch
Postmodernismul iranian este mult mai proeminent în arta ce imită lucrările din pop art, care sunt în speță preocupate de cultura vernaculară. Pop art este bazată pe imagini reprezentative pentru cultura consumeristă, acestea incluzând benzile desenate, reclamele, ambalajele, precum și imagini din televiziune și din cinema; toate acestea erau parte din iconografia mișcării pop art. Cultura pop vizuală era caracterizată de elemente extravagante, de vulgaritate, banalitate, sau de așa numita calitate a sa, kitsch, fiind pusă în contrast cu cultura elitei prestigioase. Fiind cel mai pertinent reprezentant al culturii populare, pop art avea scopul de a ridiculiza seriozitatea artei de calibru înalt, prestigioasă; însă, din cauza lipsei de expresivitate critică aceasta eventual a cedat în fața capitalismului. 
Farhad Moshiri, considerat un ,,superstar” al pieței artistice din Orientul Mijlociu, a devenit reprezentativ în acest domeniu. Tehnica sa include juxtapunerea expresivității vernaculare cu elemente fascinante și cu situații care nu au legătură cu subiectul principal. El prezintă elemente din arta tradițională (covoare, vase etc.) folosind tehnici noi și de multe ori apelând la tehnici neobișnuite pentru arta prestigioasă, precum broderia tradițională iraniană.
În lucrarea sa “Iubire”, sute de cristale prețioase sunt folosite pentru a crea cuvântul “iubire” (în persană عشق) în stilul nastaliq. Investigarea ironică a lui Moshiri s-a îndreptat în special înspre linia subțire existentă între consumerism și artă ca obiect destinat consumării vizuale, lucru ce i-a câștigat o atenție însemnată pe plan internațional, fiind primul și singurul artist din Orientul Mijlociu care are o lucrare a cărei valoare a depășit pragul de un milion de dolari.  

### Neo-tradiționalismul: Școala de artăSaqqakhaneh
Mișcarea artistică Saqqakhaneh din anii 1960, care a apărut în lucrările expuse la a treia ediție a Bienalului din Tehran, a fost inspirată de elemente șiite reprezentate sub formă abstractă. În aceste opere, artiștii au încercat să găsească un echilibru între moștenirea lor islamică și stilul modernist de artă occidentală. 
Numele acestui curent artistic a fost utilizat pentru prima dată de criticul de artă Karim Emami (1930-2005). Inițial, acest nume a fost folosit pentru lucrările artiștilor, atât în picturile cât și în sculpturile care încorporau elemente votive din arta șiită. În mod gradual a ajuns să fie aplicat și formelor variate de artă contemporană iraniană care utilizau elemente decorative tradiționale. Practicanții acestei școli se inspirau din ritualuri și din cultura folclorică și au oferit un înveliș abstract acestor referințe pentru a crea o expresie artistică distinctă despre care ei credeau că va reprezenta cel mai bine spiritul național într-un limbaj cât se poate de contemporan și de modern. Această mișscare artistică în sine a avut scopul de a intensifica identitatea iraniană și de a-i oferi un loc pe scena artei contemporane. 

Practicanții din interiorul acestei mișcări artistice au dus arta folclorică iraniană și tradiția literară dincolo de contextul lor original, producând astfel un stil simbiotic care încorpora convențiile artistice persane și occidentale și a intergrat simboluri populare din cultura musulmană șiită iraniană. Unul dintre fondatorii acestei școli, Parviz Tanavoli, descrie astfel începutul mișcării Saqqakhaneh:
Într-o zi, Hossein Zenderoudi și cu mine am mers în pelerinaj la mormântul lui Abdul Al-Azim, unde niște picturi de vânzare ne-au atras atenția. În acea perioadă, amândoi căutam materiale iraniene autentice pentru a le utiliza în creațiile noastre, iar acele picturi religioase păreau potrivite în mintea noastră. Am cumpărat câteva și le-am adus cu noi acasă. Ne plăceau la ele formele simple utilizate, motivele repetitive și culorile aprinse, strălucitoare. Zenderoudi a creat primele schițe de inspirație Saqqakhaneh, fiind la rândul său inspirat de acele picturi. 
Însă, după părera lui criticului de artă Emami Karim, apariția oficială a acestei școli a venit odată cu expoziția lui Zenderoudi la a treia ediție a Bienialului în Teheran în 1962, iar acesta explică motivul pentru care a ales acest nume: ,,el afirmă că cel care privește picturile lui Zenderoudi își amintește de acel sanctuar șiit și de acele ansambluri”.

În timpul în care mișcare Saqqakhaneh lua amploare în Iran, Vestul se bucura de mișcări artistice similare, cu un impact cultural semnificativ, precum pop art, letrismul și op art. Artiștii implicați în aceste curente artistice au intenționat să actualizeze expresia artei lor native cu privire la moșterirea patriei lor. Precum comentează asupra acestui aspect și Kamran Diba:
Mișcare Saqqakhaneh poate fi comparată cu echivalentul său occidental, Pop art […]. Artiștii Saqqakhaneh au promovat o reîntoarcere la credințele și simbolurile populare care erau o parte semnificativă din religia și cultura Iranului și care, cel mai probabil, au fost consumate într-o manieră similară cu produsele industriale occidentale (dar din motive diferite și sub circumstanțe diferite).
Acesta a numit mișcarea Saqqakhaneh ,,cu referire la arta occidentală” drept ,,Pop art spiritual”. 
Deși mișcarea Saqqakhaneh este denumită generic o școală de artă, diversitatea stilistică din interiorul acestei școli dezvăluie adevărata natură a curentului artistic: ,,o revărsare fluidă de practici și idei, și nu o mișcare organizată sau filozofică”. Scopul acestei școli a fost de a găsi și stabili o școală ,,națională” de artă iraniană. Percepția generală era bazată pe credința că artiștii puteau obține o sinteză modernistă-tradițională care să includă și caracterul și identitatea iraniană; această școală va avea o conexiune clară cu perioadele mărețe din istoria Iranului: Imperiul Ahemenid, Sasanid și Safavid. 
În viziunea lui Emami, termenul Saqqakhaneh reflecta acest spirit: lucrările lor au devenit propriul lor repertoriu metaforic de obiecte persane. Din punct de vedere ideologic și artistic, mulți dintre acești artiști erau în căutarea unei căi de a îmbrățișa atât rădăcinile lor culturale, cât și identitatea lor individuală ca internaționali, inovativi, și, mai presus de orice, artiști moderni, întrucât își doreau să fie percepuți drept cosmopolitani, contemporani și relevanți în peisajul artistic internațional.
Ceea ce a alimentat creșterea rapidă a acestei mișcări a fost datorată unei combinații unice între suportul național, contactul local între artiști și curiozitatea internațională. Totuși, în această perioadă a fost semnificativ faptul că artiștii și guvernul împărțeau același set de obiective: ambii își doreau să revitalizeze moștenirea iraniană, să modernizeze identitatea națională și să promoveze o înțelegere între diferitele comunități ce aparțineau societății Iranului. Impulsul artiștilor a fost cu siguranță influențat de nevoia de a crea noi ,,autoportrete” țesute din moșteniri esențiale—iraniene, pre-islamice și islamice, dintr-un sentiment național, dar și din influența Occidentului. 
Însă, odată cu această înflorire și resuscitare a culturii iraniene pe scena artistică internațională, s-a dezvoltat și un citicism local, care s-a manifestat la nivelul unor intelectuali iranieni prin mișcări anti-occidentale și un criticism masiv împotriva valorilor occidentale. Vocile unor scriitori de stânga au fost auzite, precum cele ale lui Simin Daneshvar și Jalal Al-e-Ahmad. Jalal Al-e-Ahmad și-a exprimat revolta în fața unei asemenea încercări de occidentalizare a poporului iranian în Gharbzadegi (Westoxication sau ,,Occidentoză”), unde el a condamnat și criticat artiștii iranieni pentru încercarea lor de a imita și implementa modernismul american și european. Dariush Ashoori (1938), un cercetător iranian, credea că teoria ,,occidentozei”—ca un fenomen de a critica din punct de vedere istoric relația ,,noi” vs. ,,Vest”, era o formă de ,,conștiință istorică” în era contemporană. 
Artiștii Saqqakhaneh s-au conformat principiilor ,,universale” ale esteticii moderniste și au încorporat și forme de artă irano-islamice și elemente native de cultură. Acești artiști îi includ pe: Massoud Arabshahi, Nasser Oveisi, Faramarz Pilaram, Mansour Qandriz, Zhazeh Tabatabai, Sadeq Tabrizi, Parviz Tanavoli și Hossein Zenderoudi. Ceea ce este important de menționat aici este faptul că mișcarea artistică Saqqakhaneh, precum și guvernul, erau conștienți de arta predominant europeano-americană și au încercat să depășească acel sentiment de inferioritate cauzat de atitudinea orientalistă a occidentalilor manifestată înspre arta și cultura ,,Lumii a treia”. 

## Școala de artăSaqqakhaneh

### Etimologie
Saqqakhaneh vine din cuvântul persan سَقاخانه și se referă la o fântână publică tradițională în cartierele din Iran care avea scopul de a potoli setea trecătorilor. Acestea erau construite pentru a comemora un episod istoric în care liderului șiit, imamului Hossein și tovarășilor săi, le-au fost refuzată cererea de a bea apă în timpul tragediei de la Kerbala în 680. 
Aceste fântâni frumos decorate conțin elemente votive și caligrafie ce aparține credinței șiite, au fost comparate cu lucrările artiștilor neo-tradiționaliști care își doreau să restaureze arta folclorică nativă în interiorul culturii iraniene.
Potrivit Heilbrunn Timeline of Art History a Muzeului Metropolitan de Artă, figuri notabile ale acestei mișcări îi includ pe: Charles Hossein Zenderoudi, Mansour Qandriz, Parviz Tanavoli, Massoud Arabshahi, Sadegh Tabrizi, Siah Armajani, Monir Shahroudy Farmanfarmaian. Enciclopedia Iranica îi mai adaugă pe această listă și pe Nasser Oveysi și menționează că arta lui Siah Armajani și a lui Jafar Rouhbakhsh au “afinități estetice și similarotăți cu Saqqakhaneh”.

### Precursori

#### Monir Shahroudy Farmanfarmaian
Monir Shahroudy Farmanfarmaian s-a născut în Qazvin în 1924, aceasta a crescut studiind natura moartă în desene și în arta occidentală. Profesoara ei preferată de artă era o fanțuzoaică, Madame Aminfar, care a aprins în Monir pasiunea pentru arta impresionistă și post-impresionistă. După mulți ani petrecuți în Vest, timp în care a întâlnit mulți artiști celebri precum Jackson Pollock, William de Koenig, Mark Rothko, Barnett Newman și Andy Warhol, aceasta s-a întors în Iran în 1957, ceea ce a permis a redescoperire a culturii și istoriei iraniene, moment ce s-a suprapus cu anii care au marcat emergența minimalismului în mijlocul unui expresionism abstract prevalent în acea perioadă. Prin călătorii în interiorul Iranului, ea a putut să “regândească trecutul și să creeze o nouă cale pentru arta ei”. Farmanfarmaian probabil se încadrează cel mai bine în școala artistică Saqqakhaneh întrucât ea a utilizat și a oferit noi valențe mozaicurilor prin integrarea unor fragmente de oglindă, adiție ce a fost inspirată dintr-o vizită la Șahul Cheragh în Șiraz cu artiștii minimalișto Robert Morris și Marcia Hafif, pe care i-a cunoscut pentru prima dată la începutul anilor șaizeci.  
Alte influențe proeminente în arta acesteia erau arhitectura nativă și regională, iar Farmanfarmaian a căutat un lucrător expert în oglinzi, Ostad Mohammad Navid, alături de care a lucrat. Mozaicul din oglinzi construit de Ostad Navid a fost amplasat deasupra vitraliilor create de Farmanfarmaian, iar astfel a fost creată naghashiye-poshte-sisheh (pictură în spatele sticlei). Această tehnică a fost considerată o inovație întrucât a îmbinat mozaicul cu modernismul abstract într-o structură arhitecturală alcătuită din oglinzi. Deși lucrul cu oglinda a devenit popular în perioada dinastiei Safavide, apogeul acestei forme de artă a fost atinse în perioada Kajară, când palate magnifice, care au conținut elemente geometrice de mozaic, au fost construite, iar operele lui Farmanfarmaian au căutat să restaureze tradișia uitată a artei mozaicului în cadrul islamului. 
Provocarea de a transforma limbajul pictorial iranian și elementele votive în forme moderniste a devenit o calitate definitorie pentru artiștii Saqqakhaneh. Inovația lui Farmanfarmaian în această privință a fost faptul că ea a găsit o abordare unică în înțelegerea mișcărilor moderniste ale școlii Saqqakhaneh. Modernismul iranian în limbaj artistic a permis stabilirea unei noi identități care adesea ieșea din parametri unei identități istorice și apărea ca o reformulare a identității naționale în interiorul unor idealuri ce aparțineau unei “civilizații avansate”. Deși Farmanfarmaian este asociată cu mișcarea Saqqakhaneh, operele ei au fost create separat de ceilalți artiști precum Zenderoudi și Tanavoli. Fiecare membru ala acestei școli a avut o viziune unică, proprie, dar în același timp și o înțelegere față de operele celorlalți membri. Totuși, numitorul comun între ei a inclus o accentuare pe transformarea limbajul pictorial iranian, și nu neaparat pe transformarea conținutului acesteia în artă abstractă. Cel mai notabil aspect din arta lui Farmanfarmaian este modul în care ea transformă arta islamică și arta iraniană, ce are rădăcini profunde, în a genera o operă de artă rafinată, modernă, și în același timp minimalistă.

#### Charles Mohammed Zenderoudi
Charles Hossein Zenderoudi, pictor și scuptor, a deschis drumul pentru ca această mișcare artistică să ia naștere. Acesta a studiat arta la Universitatea din Teheran, după care s-a mutat în Paris la începutul anilor 60, unde acesta a încorporat siah-masgh în picturile sale. Siah-masgh este o formă de pregătire din caligrafie care presupune inscripția unei serii repetitive de cuvinte și litere de către caligraf pe niște foi. Ulterior, contrastul și maniera fluidă în care acest stil caligrafic era scris în siah-masgh a devenit ridicat la rang de artă. Zenderoudi a utilizat acest concept în picturile sale pentru a însemna o serie repetitivă de litere și cuvinte, nesemnificative în context, dar abstracte și ritmice din punct de vedere al stilului. Această tehnică demonstrează modul în care Zenderoudi a mediat tradiția iraniană în înțelegerea sa estetică modernă.

Mai târziu, în apogeul carierei sale, el a atins un stil caligrafic foarte personal și o gamă coloristică extrem de variată și de nuanțată. El a creat de asemenea și lucrări inspirate din elemente antice abstracte și repetitive ale meșteșugului iranian, care comemorau dimensiunea istorică și credința acestui popor. Progresul său l-a adus la estomparea limitelor dintre pictura figurativă și abstractă, o caracteristică ce va deveni un punct principal al mișcării Saqqakhaneh. Zenderoudi trebuie să fie considerat pionierul acestei abordări caligrafice când vine vorba de utilizarea caligrafiei ca element unic al reprezentării sale artistice. 

#### Parviz Tanavoli
Parviz Tanavoli, prieten de-al lui Zenderoudi, s-a mutat în Europa, a studiat arta în Milano, înainte de a lucra în Minneapolis, iar în 1964 s-a întors în Teheran unde și-a expus arta și unde a predat la Universitatea din Teheran până la pensionarea sa în 1979. Cea mai cunoscută sculptură a sa, Heech (persană هیچ), care înseamnă nimic, este un simbol al conceptului sufit care se referă la faptul că Dumnezeu a creat totul din nimic. Totodată, sculptura înfățișează figura unui om, ceea ce consolidează ideea că umanitatea este creată din nimic. Atât Zenderoudi, cât și Tanavoli și-au dorit să încorporeze materiale și obiecte locale din piețele demodate din Teheran în arta lor. Ambii au crezut în similaritatea existentă între arta abstractă și ceea ce a ajuns să fie numită drept apectul stilizat, tajridi, al artei folclorice iraniene. Prin împăcarea conținutului comun, local cu expresionismul abstract, primii pionieri ai mișcării artistice Saqqakhaneh au creat o formă unică de artă iraniană care a continuat să înflorească și în vremea unor neo-tradiționaliști precum Monir Shahroudy Farmanfarmaian.

### Mișcarea artisticăSaqqakhaneh
Această mișcare artistică a apărut în mijlocul perioadei de modernizare a țării, ca o încercare de a lega cultura tradițională iraniană de aspectele contemporane occidentale ale artei vizuale, în speță de picturile occidentale. Artiștii iranieni contemporani au îmbogățit caligrafia persană cu o varietate de valențe estetice; atfel au reușit să producă diverse capodopere, lucru ce se întâmpla în special când caligrafia era îmbinată cu limbajul pictorial. 
Prima dovadă a influenței Occidentului asupra artiștilor iranieni poate fi observată începând chiar din era safavidă târzie. Doi factori principali au rezultat din această ciocnire dintre est și vest din această perioadă:  
- în perioada Șahului Abbas I (1588-1629) s-au dezvoltat relații diplomatice între Europa și India, iar ambasadorii străini și comercianții erau invitați și bineveniți în Iran [3]
- în perioada Șahului Abbas al II-lea (1642-1666), artiștii erau trimiși în Roma pentru a învăța mai multe despre pictura europeană[3].

Astfel, fundația artei iraniene moderne și contemporane a fost instaurată sub auspiciul școlilor europene din secolele XVIII și XIX.

Primul contact direct dintre modernitate și societatea iraniană datează din perioada Kajară (1781-1925), și mai specific din secolele XIX și XX. În această perioadă, un număr mare de studenți au fost trimiși peste hotare pentru a studia și care, odată ce se întorceau, ocupau poziții de specialiști, instructori și artiști. În acest sens, s-au dezvoltat sentimente moderne naționale cu privire la ideologia vestică de naționalism, după cum afirmă și Mostafa Vaziri (1993):
Acest lucru a fost obținut prin transformarea Iranului, ca etichetă geografică, într-un popor înzestrat cu diferite caracteristici naționale și rasiale, lucru ce s-a întâmplat în parte din dorința de a advoca pentru ideologia europeană politică și rasială, ce s-a născut din autoritatea europeană orientalistă […]. Interesul în trecutul cultural al țării a trezit (sau mai bine spus a surescitat) conștiința Iranului din perioada pre-islamică.

### Contribuții notabile ale mișcării artistice Saqqakhaneh

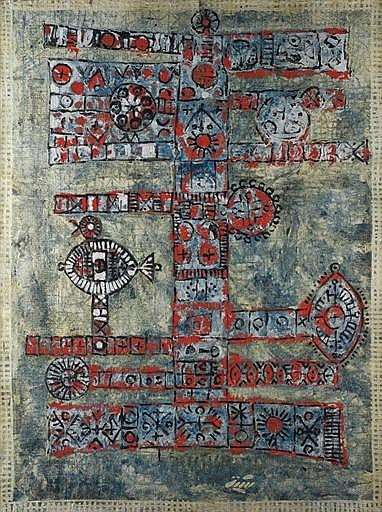
Mansour Qandriz. Fără Titlu